# In the Pines
In the Pines, conosciuta anche con i titoli Black Girl e Where Did You Sleep Last Night?, è un brano tradizionale di musica folk statunitense composto probabilmente negli anni settanta del 1800. L'identità dell'autore della canzone è sconosciuta, ma ne esistono numerose esecuzioni da parte di altri artisti in svariati generi musicali. Tradizionalmente, la canzone viene maggiormente associata con il bluesman americano Leadbelly, che ne incise molte versioni negli anni quaranta, e con il musicista bluegrass Bill Monroe, che aiutò a diffondere il brano a livello popolare negli anni cinquanta.
La canzone, eseguita dai The Four Pennies, raggiunse la UK top 20 nel 1964. Una versione dal vivo eseguita dal gruppo musicale grunge Nirvana, ispirata alla versione di Leadbelly e registrata durante la loro esibizione acustica nel programma MTV Unplugged del 1993, rinnovò la fama della canzone presso le nuove generazioni.

## Il brano
Come molte altre canzoni folk, In the Pines passò da generazione a generazione per tradizione orale. La prima versione stampata su spartito, compilata da Cecil Sharp, apparve nel 1917, e comprendeva solo quattro righe di testo e la melodia. Il testo riportato era il seguente:
Where did you stay last night?

I stayed in the pines where the sun never shines

And shivered when the cold wind blows»
Dove hai passato la notte scorsa?

Me ne stavo tra i pini dove il sole non splende mai

E rabbrividivo mentre soffiava il vento freddo»
(In the Pines)
Nel 1925, una versione del brano venne registrata su un cilindro fonografico da un collezionista di musica folk. Questa fu la prima versione documentata della variante "The Longest Train" della canzone, che include la strofa: «The longest train I ever saw» ("Il treno più lungo che abbia mai visto"). Questo verso probabilmente derivava da una canzone differente che venne successivamente inglobato in In the Pines. Le parole del testo che in alcune versioni citano la "Joe Brown's coal mine" e la "Georgia line" possono riferirsi a Joseph E. Brown, ex Governatore della Georgia, che mise a lavorare i carcerati nelle miniere nel 1870 circa. Mentre le prime versioni della canzone contengono il macabro riferimento ad una decapitazione causata dal passaggio di un treno, quasi tutte le successive edizioni omettono il particolare del treno ed attribuiscono la causa dell'incidente ad altro motivo. Lo storico della musica Norm Cohen fece notare nel suo libro del 1981 intitolato Long Steel Rail: The Railroad in American Folksong, che la canzone mantiene tre elementi costanti nelle diverse versioni esistenti: il ritornello che cita gli alberi di pino ("in the pines"), la strofa sul "the longest train" e la decapitazione, ma non sempre tutti e tre gli elementi sono presenti in contemporanea.
A partire dal 1926, molte registrazioni della canzone sono state eseguite da vari musicisti folk e bluegrass. In un'analisi del 1970, Judith McCulloh trovò ben 160 versioni della traccia. Oltre alla presenza dei tre elementi costanti, la persona che si reca "tra i pini", o che viene decapitata, viene di volta in volta descritta essere un uomo, una donna, un adolescente, marito, moglie, o un genitore, mentre i pini possono essere visti come una metafora della sessualità umana, della morte, o della solitudine. Il treno viene indicato come l'assassino inconsapevole della persona amata, oppure come il mezzo che si porta via l'amato, lontano da casa.

## Cover

### Bill Monroe
Le incisioni della canzone effettuate da Bill Monroe nel 1941 e nel 1952, entrambe con il titolo In the Pines, furono molto influenti per le successive versioni bluegrass e country del brano stesso. Registrate con i suoi Bluegrass Boys con l'ausilio di violini e canto in stile yodel, le due versioni di Monroe omettono qualsiasi riferimento alla decapitazione.

### J. E. Mainer & His Mountaineers
J. E. Mainer & His Mountaineers incisero una versione della canzone per la RCA Victor nel 1935, che venne successivamente ripubblicata nel 1966 sull'album The Railroad In Folksong. Questa versione contiene i versi: «Look up, look down the lonesome road where you and I must go, in the pines, in the pines, where the sun never shines, where I shiver when the cold wind blows... ».

### Lead Belly
Huddie Ledbetter, alias Lead Belly, incise circa una mezza dozzina di versioni della canzone tra il 1944 e il 1948, principalmente con il titolo Black Girl o Black Gal. La sua prima interpretazione, registrata su etichetta Musicraft Records a New York City nel febbraio 1944, è di gran lunga la più celebre. Intitolata Where Did You Sleep Last Night, questa versione appare in numerose compilation e raccolte postume di Lead Belly.
Un'altra versione molto conosciuta venne incisa da Lead Belly per la Moses Asch, sussidiaria della Folkways Records, a New York City. Intitolata Black Girl o In the Pines, questa versione appare nelle antologie Where Did You Sleep Last Night – Lead Belly Legacy Vol. 1 (1996), e The Definitive Lead Belly (2008).
Lead Belly viene spesso indicato erroneamente come l'autore stesso della canzone. Tuttavia, Ledbetter non compose In the Pines, ma la reinterpretò solamente, come molti altri artisti dopo e prima di lui.

### Versioni Cajun
In the Pines, tradotta nel linguaggio cajun ed intitolata Pine Grove Blues o Ma Negresse, divenne uno dei brani cardine della musica Cajun. In questa veste, la canzone viene comunemente associata con Nathan Abshire, il suonatore di fisarmonica della Louisiana, la quale Pine Grove Blues fu il suo più grande successo. La melodia di questa versione è prettamente blues, ma il testo, quando tradotto in inglese, ricorda il familiare: «Hey, black girl, where did you sleep last night?». Abshire registrò la canzone in almeno tre occasioni differenti, nel corso degli anni quaranta. Da allora, la versione di Abshire è stata reinterpretata da numerosi musicisti cajun e zydeco, inclusi Pine Leaf Boys, Lost Bayou Ramblers, Beau Jocque, e Cedric Watson.

### The Four Pennies
The Four Pennies incisero e pubblicarono una cover della canzone con il titolo Black Girl nell'ottobre 1964. La loro versione raggiunse la posizione numero 20 in Gran Bretagna, riscuotendo successo anche negli Stati Uniti.

### Mark Lanegan/Nirvana
I Nirvana, gruppo grunge statunitense, ne ha fatto una cover dal vivo, per l'album MTV Unplugged in New York, pubblicato il 1º novembre 1994.
La band eseguiva sporadicamente la canzone dal vivo già dall'inizio degli anni novanta. Il cantante e chitarrista Kurt Cobain era venuto a conoscenza del brano grazie a Mark Lanegan, e aveva suonato la chitarra e cantato i cori nella versione della traccia pubblicata nell'album solista di Lanegan del 1990, The Winding Sheet. Come Lanegan, anche Cobain era solito urlare a squarciagola l'ultima strofa del testo della canzone.
È molto probabile che Cobain fece riferimento alla versione della canzone eseguita da Leadbelly nel 1944 per la sua interpretazione del brano; quella era la versione posseduta da Lanegan in un vecchio vinile a 78 giri, ed è questa che ricorda più da vicino la versione data da Cobain, sia nel testo, che nella forma e nel titolo. Nel 2009, in un articolo per MTV, Kurt Loder ricordò di aver discusso all'epoca con Kurt Cobain circa il corretto titolo della canzone, che Cobain insisteva essere Where Did You Sleep Last Night (come nella versione di Lead Belly), mentre lui preferiva l'originale In the Pines utilizzato da Bill Monroe (e anche da Lead Belly in alcune incisioni).
Cobain ricevette molti elogi per la sua esecuzione acustica del brano inclusa in MTV Unplugged In New York. La canzone venne anche pubblicata su singolo promozionale. Nel 2002 la sua versione è stata inclusa nella compilation "best of" Nirvana. Un nastro demo casalingo del solo Cobain che esegue la canzone, registrato nel 1990, appare nel box set del 2004 With the Lights Out.

### Altre cover
- Dock Walsh incise la prima versione commerciale della canzone il 17 aprile 1926 (Columbia W142031-1; pubblicata con numero catalogo 15094-D, 20 settembre 1926).
- Roscoe Holcomb sull'album The High Lonesome Sound.
- Cryin' Sam Collins ne registrò una variante con il titolo Lonesome Road Blues nel 1930.
- La versione dei Louvin Brothers appare nell'album del 1956 Tragic Songs of Life.
- Pete Seeger (con il titolo Black Girl) negli anni sessanta.
- Le Kossoy Sisters come In The Pines nel 1956 sull'album Bowling Green.
- Josh White nel 1955 sul disco 25th Anniversary: The Story of John Henry, A Musical Narrative. Un'altra versione venne inclusa nell'album New York to London (2002).
- Dave Van Ronk in The Folkway Years 1959–1961.
- The New Christy Minstrels nel 1961.
- Joan Baez in Very Early Joan, che include esecuzioni di brani datate dal 1961 al 1963.
- The Pleazers con il titolo Poor Girl nel 1965.
- Jackson C. Frank come In the Pines nel 1965.
- Clifford Jordan nel 1965 in un arrangiamento jazz con la cantante Sandra Douglass.
- Gli Osborne Brothers nell'album Up This Hill And Down (Decca DL-74767) nel giugno 1966.
- Tiny Tim come B-side del singolo April Showers del 1966.
- I Grateful Dead registrarono la canzone il 17 luglio 1966. La loro versione appare come In the Pines nel loro box set del 2001, The Golden Road.
- Norma Tanega come Hey Girl, nel 1967 sull'album Walkin' My Cat Named Dog.
- Jerry Reed nel 1969 sull'album Jerry Reed Explores Guitar Country.
- John Phillips incise Black Girl e la sua versione è stata inserita come bonus track nell'edizione rimasterizzata dell'album John Phillips (John, the Wolf King of L.A.) del 1969.
- Long John Baldry incise Black Girl, in duetto con Maggie Bell, nel 1971 sull'album It Ain't Easy. Altra versione appare su Long John Baldry Trio-Live (1999).
- Link Wray registrò due versioni del brano intitolate rispettivamente Georgia Pines e In the Pines entrambe incluse nel 1973 sull'album Beans and Fatback.
- Gene Clark nel 1977 per l'album Two Sides to Every Story.
- Mickey Newbury nel 1977 sull'album Rusty Tracks, come parte di un medley di quattro canzoni tradizionali: Shenandoah, That Lucky Old Sun, Danny Boy, In the Pines.
- The Oakridge Boys come In the Pines nel 1983 per l'album Deliver.
- Mark Lanegan nel suo album solista The Winding Sheet del 1990.
- La versione di Dolly Parton appare sull'album del 1994 Heartsongs: Live from Home.[1]
- Odetta registrò la canzone per l'album tributo a Lead Belly del 2001, Looking for a Home – Thanks to Leadbelly.
- Dee Dee Ramone e Youth Gone Mad nel 2002 sull'album Youth Gone Mad featuring Dee Dee Ramone.
- (Smog) nel 2005 sull'album A River Ain't Too Much to Love.
- Ralph Stanley e Jimmy Martin nell'album First Time Together del 2005.
- Jack Rose sull'EP del 2010 Ragged and Right.
- Susheela Raman nel 2007 sull'album 33 1/3.
- Janel Drewis, animatrice della Telltales Games, ne ha inciso una cover che chiude l'episodio 2 della seconda stagione di The Walking Dead, 2014.
- Fantastic Negrito, cantautore e chitarrista statunitense, ne ha inciso una cover intitolata In the Pines pubblicata all'interno del suo secondo album in studio The Last Days of Oakland del 2016.

## Riferimenti nella cultura di massa

### Cinema
- Il brano è presente in sottofondo in una scena del film di Nicholas Ray La vera storia di Jess il bandito del 1957.
- Poche parole del testo vengono cantate da Sissy Spacek, nel personaggio di Loretta Lynn, nel film La ragazza di Nashville (1980).
- La versione di Leadbelly appare nel film horror So cosa hai fatto del 1997.
- Cantata al funerale del personaggio di Jo Van Fleet, Ella Garth, nel film Fango sulle stelle del 1960.
- Danielle Harris canta la canzone nel film Stake Land del 2010.
- Elke Sommer canta la canzone nel film The Astral Factor del 1976.
- Levon Helms canta una parte della canzone alla fine del film Ain't In It For My Health.

### Teatro
- La canzone appare nella commedia teatrale A Taste of Honey del 1958, scritta dal drammaturgo Shelagh Delaney. Nell'opera la canzone viene cantata dal personaggio di Josephine, che sostituisce le parole del testo "black girl" con "black boy", riferendosi al fidanzato Jimmy.
- Nel musical del 2009 ispirato a Colazione da Tiffany, la traccia viene cantata dal personaggio di Holly Golightly.

### Letteratura
- Nel romanzo di Charles Frazier Thirteen Moons, il personaggio principale, Will Cooper, cita uno stralcio del testo della canzone.
- Nel 2007, la scrittrice-cantante Natálie Kocábová utilizzò una strofa di Where Did You Sleep Last Night come frase d'apertura del suo racconto Růže: Cesta za světlem... (Rose: A Way to the Light).[7]

### Televisione
- Il brano viene usato nel trailer e nella colonna sonora nella serie Amazon American Gods.
- Nell'episodio 3x4 della serie tv Ripper Street il Capitano Jackson (Adam Rothenberg) canta una ninna nanna al proprio figlio Conor.  La canzone in questione è proprio In the Pines.